# Український центральний комітет

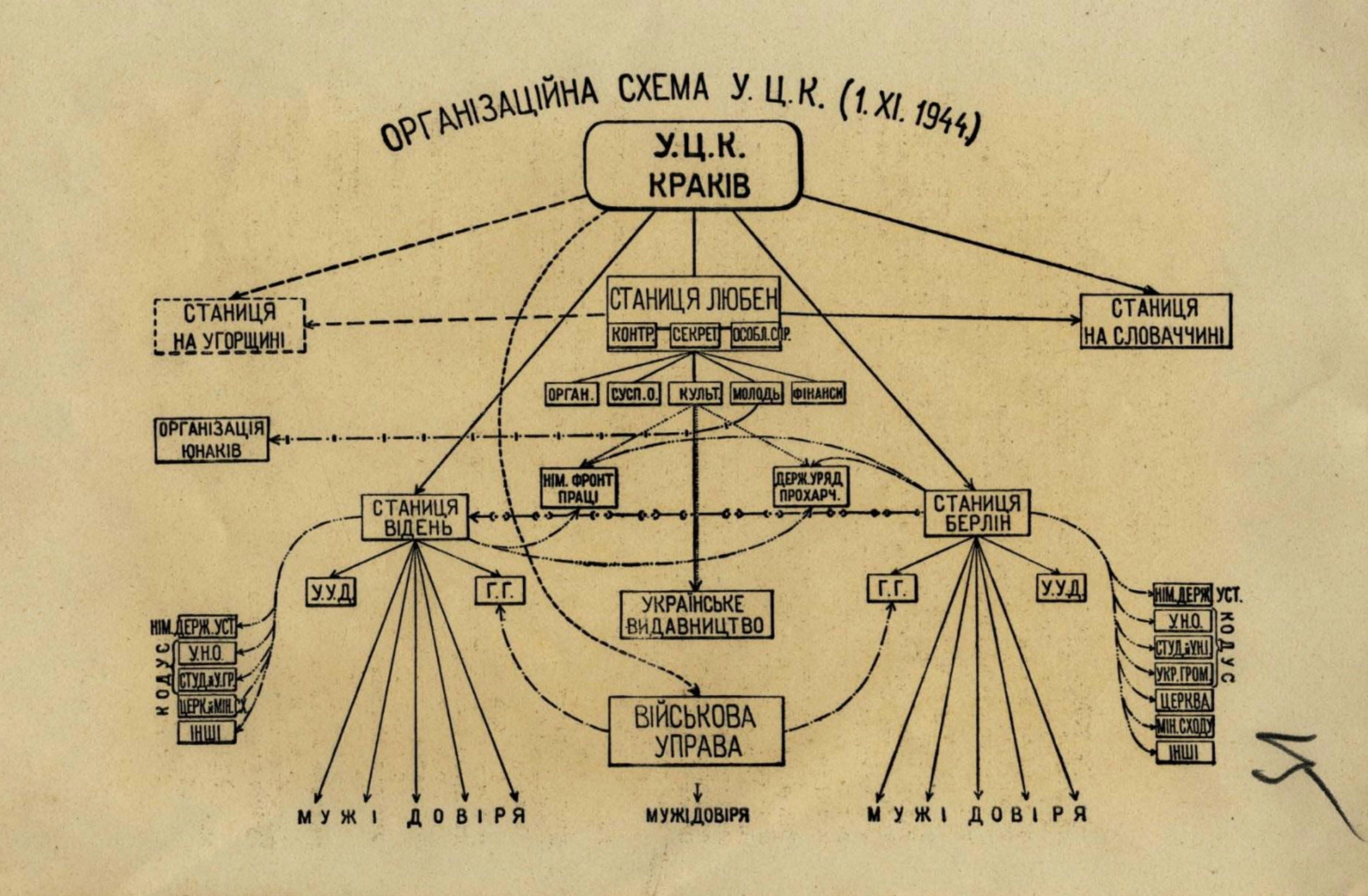
Організаційна схема УЦК («Вісник УЦК», 1945)

Украї́нський центра́льний коміте́т (УЦК) — українська суспільно-громадська установа, яка в 1939—1945 роках діяла в Генеральній губернії, визнана німецькою владою і нею контрольована. Весь час очільником УЦК був Володимир Кубійович. Позаяк інші українські установи в Генеральній губернії гітлерівська влада ліквідувала, в обсяг діяльності УЦК входили майже всі ділянки українського життя, за винятком політичного. Він також репрезентував українців перед німецькою владою; діяльність і структура УЦК були позначені окупаційною політикою і специфічним характером нацистського режиму.

## Історія

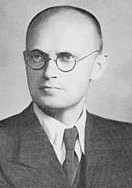
Провідник УЦК Володимир Кубійович

Після упадку Польщі жовтні 1939 в Генеральній губернії (ГГ) постали місцеві українські комітети з метою організації культурно-освітнього і господарського життя та репрезентації українців перед німецькою владою. У листопаді на з'їзді представників комітетів у Кракові виникла думка створити українську централю в ГГ, на що дав згоду генеральний губернатор Ганс Франк. Організаційні та правні основи опрацював провід ОУН (провідник ОУН в ГГ Роман Сушко), а конференція українських громадян в кінці листопада в Кракові створила організацію під назвою Українське національне об'єднання (УНО) й обрала на пропозицію Р. Сушка провідником УНО В. Кубійовича; інші члени проводу: Осип Бойдуник, Михайло Хроновят, І. Зілинський, Я. Рак. Нова організація була тільки толерована, але не визнана німецькою владою. З централею було пов'язане постале в кінці 1939 «Українське видавництво», яке мало монополію на видання українських книжок і преси. У лютому-березні 1940 провід централі (тимчасова назва — Українська Станиця для ГГ в Кракові) реорганізував окружні комітети і встановив контакти з місцевою німецькою владою; 13 — 15 квітня відбувся загальний з'їзд представників усіх комітетів з ГГ, який затвердив провід централі. Тоді заходами В. Кубійовича Холмський собор, що його захопили 1918-го поляки, повернуто православним і оформлено Автокефальну православну церкву в ГГ, яку очолили митрополит Діонісій Валединський із двома єпископами — Іларіоном Огієнком і Палладієм Видибідою-Руденком. У червні відбулося остаточне оформлення УЦК як централі українських допомогових комітетів (УДК); подібні комітети мали й поляки та євреї. У липні німецька влада затвердила напрямні культурної праці при УЦК і статут Українського освітнього товариства (УОТ). Дотеперішні українські товариства й організації могли діяти тільки як т. зв. Об'єднання праці при УЦК. Провідницьку і авторитарну систему, яка була накинена владою, провід УЦК намагався злагіднити при допомозі ширших контактів з громадянством, творенням різних фахових колегій тощо.
У керівництві УЦК були такі пости:
- провідник — В. Кубійович,

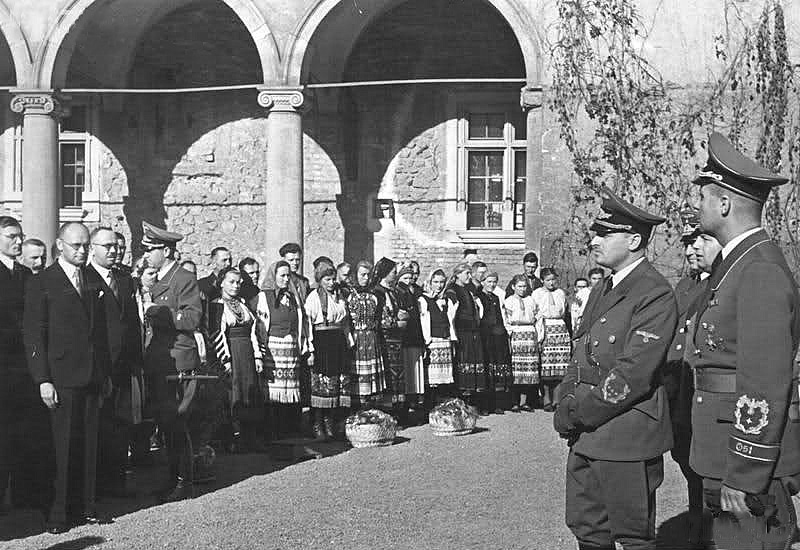
Українська делегація відвідує Ганса Франка

- заступник провідника і одночасно діловий керманич — Василь Глібовицький,
керівники відділів:
- організаційного (Осип Бойдуник, згодом Микола Ценко, з 1943 Атанас Фіґоль),
- фінансового (О. Зибенко, Роман Мицик, з 1942 — Омелян Тарнавський),
- суспільної опіки (о. О. Малиновський, з кінця 1941 — о. Михайло Сопуляк),
- культурної праці (Микола Дужий, Михайло Кушнір),
- шкільництва (Никифор Гірняк, Іван Тесля, Петро Ісаїв),
- господарки (М. Хронов'ят, А. Міланич, Остап Котик-Степанович та ін.),
- молоді (Ярослав Рак, Юліан Татомир, Северин Левицький, З. Зелений).

У централі працювало у 1940—45 pp. від 80 до 200 осіб. На весні 1941 УЦК підпорядковувалися 26 УДК, 33 волосні делеґатури і близько 100 мужів довір'я. При шефах дистриктів діяли т. зв. дорадники (найбільше значення мав дорадник при люблінському губернаторі Володимир Тимцюрак, згодом Л. Гдлейко). З весни 1941 УЦК мав свого представника в Берліні при Уповноваженому генерал-губернатора і при Українській Установі Довір'я (Атанас Фіґоль, пізніше Остап Котик-Степанович). 1944 року під час евакуації виникли представництва у Відні, короткотривало у Братиславі.
Від липня 1940 до вибуху Другої світової війни керівництво УЦК звертало головну увагу на національне відродження окраїн, які зазнали болючих втрат за польської влади. Завдяки діяльності УЦК національна свідомість значно зросла. Майже в кожному селі з українським населенням постала українська школа й кооператива; 70 % сіл мало своїх мужів довір'я, 80 % — УОТ, 50 % — курені молоді і дитячі садки. Виховну працю провадили значною мірою втікачі з Галичини. Найактивнішими українськими скупченнями стали м. Холм, Ярослав, Перемишль, Сянік, Криниця і Краків.
Важливим етапом у праці УЦК була у квітні 1941 конференція проводу УЦК з генеральним губернатором Г. Франком, на якій Франк виявив готовність піти назустріч більшості українських домагань, але 2-га світова війна перешкодила їх реалізації. З початком війни через виїзд багатьох працівників на Україну (зокрема членів ОУН) праця УЦК ослабла.
Як неполітична установа, УЦК не увійшов до створеного групою ОУН С. Бандери наприкінці червня 1941 Українського Національного Комітету в Кракові (під час 2-ї світової генер. секретар — Глібовицький Василь); до подій у Галичині УЦК також не втручався, хоча його провідник був у контакті з українськими діячами у Львові (митр. Андрей Шептицький і голова Української Національної Ради Кость Левицький).
Щоб уможливити повернення втікачів з ГГ до Галичини, УЦК заснував у Львові представництво під назвою «Бюро праці» для українців у ГГ і Райху, очолене А. Міланичем. Згодом таке саме бюро УЦК створив у Рівному.
По приєднанні Галичини до ГГ УЦК не погодився з німецькими вимогами поширити свою діяльність на Галичину, зважаючи на політичні особливості цього краю. Німці створили у вересні 1941 для дистрикту Галичини Український Крайовий Комітет (УКК) з подібним до УЦК статутом (тут замість УДК діяли Українські Окружні Комітети — УОК). На чолі УКК став К. Паньківський.
У лютому 1942 німці ліквідували УКК і доручили поширити діяльність УЦК на Галичину. З початком березня 1942 почав працювати у Львові діловий осередок УЦК під керівництвом Костя Паньківського, який одночасно був заступником голови УЦК. До Львова УЦК переніс відділи культурної праці і молоді. Форми УЦК для Галичини були надто вузькі, але завдяки політиці губернатора Галичини Отто Вехтера, який намагався розвинути українсько-німецьку співпрацю, в руках українців опинилася нижча загальна адміністрація, референти шкільництва, апарат суду, Українська Допоміжна Поліція. Проте не бракувало надуживань з боку німецьких органів влади, про які УЦК звітував губернаторові Вехтерові, генерал-губернаторові Франкові і шефові Ґестапо в Берліні Генріху Мюллеру. Цей матеріал попав у руки альянтів і був одним з актів обвинувачення на Нюрнберзькому процесі 1945—46.
Вершком німецько-української співпраці було створення заходами О. Вехтера Дивізії «Галичина», в організації якої взяв участь, у порозумінні з проводом УЦК, В. Кубійович. Він видав заклик до української громадськості вступати до дивізії. Також Військова Управа (цивільна дорадча установа дивізії) співпрацювала з УЦК.
Натоді німці погоджувалися на обмежену участь українців в управлінні Галичиною, але внутрішні й зовнішні умови цьому чимало перешкоджали. Рейд большевицького партизанського з'єднання С. Ковпака на західноукраїнській землі, посилена активність збройного підпілля ОУН, згодом дії Української повстанської армії, яка перенесла свої організаційно-оперативні акції на Галичину, польсько-українські порахунки, врешті, німецькі репресії й терор значною мірою дестабілізували відносини в краю. Щоб рятувати населення, УЦК закликав не провокувати німців і припинити революційно-терористичні дії. У цьому ж дусі звернулися, на прохання УЦК, до населення й українські католицькі ієрархи (послання митр. А. Шептицького 20. 8. 1943).
За цих несприятливих умов діяльність УЦК обмежувалася головно клопотаннями перед владою і поданням матеріальної допомоги населенню. Виникли нові проблеми: опіка над утікачами з Наддніпрянщини, справа набору юнаків до німецької протиповітряної служби, опіка над робітниками в Райху, зв'язок з Дивізією «Галичина». Разом з тим збільшилися обов'язки представництва УЦК в Берліні.
Захоплення частини Східної Галичини навесні 1944 радянською армією спричинило часткову евакуацію УЦК і його працівників на західні окраїни, а Централя УЦК діяла знову повністю у Кракові; у Львові залишилася тільки станиця, очолена К. Паньківським. Радянський наступ влітку і восени 1944 в Галичині і захоплення Львова спричинили нову евакуацію, яка переважно відбулася через Краків до Німеччини; бл. 10 000 осіб знайшли тимчасове пристановище у Словаччині. На початку 1945 в Німеччині опинилося 300—400 тис. українців, які потребували правної й суспільної опіки УЦК. У порозумінні з урядом ТГ створено представництво УЦК в м. Любені на Дол. Сілезії, яке очолював К. Паньківський, осередок у Кракові зменшено, натомість розбудовано представництво УЦК в Берліні; у Відні представництво очолив Ю. Полянський; до Відня також перенесло свій осідок «Українське видавництво» і редакція «Краківських Вістей».
Для опіки над українськими біженцями й робітниками у різних м. Німеччини створено близько 20 станиць. У березні 1945 УЦК відбув у Ваймарі конференцію голів станиць. Тоді ж розпочато співпрацю з Українським Громадським Комітетом (представленим головно харківською групою), а по створенні у березні 1945 Українського Національного Комітету під проводом генерала П. Шандрука станиці УЦК мали діяти одночасно як його низові клітини. По окупації майже всієї Німеччини альянтами В. Кубійович ліквідував 17 квітня 1945 УЦК в Ауфкірхені (півд. Баварія), а решту майна УЦК передав громадському комітетові під головуванням В. Мудрого, що став зародком Центрального Представництва Української Еміграції в Німеччині.

## Діяльність і ділянки праці

### Суспільна опіка
Найголовнішою в діяльності УЦК була суспільна опіка в широкому розумінні, що в очах німців і мало бути основним призначенням УЦК. Саме в цьому секторі розгорнуто всебічну працю, часто з поширенням її поза суто статутні завдання. Крім постійної опіки над дітьми, хворими, інвалідами (харчі, гуртожитки, притулки тощо), піклування про народне здоров'я, допомоги студентам тощо, УЦК полагоджував ряд проблем, що їх висувала війна, особливо намагався рятувати й допомагати військовополоненим та вів боротьбу з голодом. Ці справи були надзвичайно утруднені, бо німецька влада не розуміла їх і навіть чинила перешкоди.
Харчову допомогу ведено через УДК — УОК, які одержували додаткові харчеві приділи для народних кухонь, бурс і відпочинкових осель дітей і молоді, а також для працівників адміністрації та вчителів. У гірських околицях під весну, коли бракувало харчів, діяли сезонові кухні; на кінці 1943 в ГГ було відкрито 1 366 українських кухонь, в яких харчувалося близько 100000 осіб. Особливо вдало УЦК провів акцію допомоги потерпілим від повені восени 1941 на Підкарпатті, яка на весні 1942 спричинила голод. Створивши у Львові Комітет для боротьби з голодом (гол. Д. Паліїв, пізніше І. Черкавський), УЦК спромігся врятувати бл. 30 000 дітей, переселивши їх з потерпілих районів до селянських родин на Поділлі й Покутті.
УЦК опікувався спершу українськими полоненими з німецько-польської війни; його заходами їх незабаром звільнено (бл. 85 000), частково вони повернулися до ГГ, а решта лишилася як вільні робітники в Райху. Значно гіршою була доля українських полонених у 2-й світовій війні з Наддніпрянщини, які масово йшли до німецького полону. Німці звільнили лише частину з них, у тому числі майже всіх з Галичини, що мусили пішки повертатися додому й несли з собою пошесть тифу. Референт у справах полонених в УКК і УЦК Р. Данилевич об'їхав майже всі табори полонених на території України, але його клопотання небагато помогли. Маси полонених згинули з голоду і хвороб, інших перевезено до таборів полонених на території Райху, й УЦК не міг їм допомогти.
УЦК сприяв влаштуванню переселенців з УССР до таборів у Райху 1939—40, яким вдалося скористатися з радянсько-німецької угоди про переселення т. зв. фольксдойчів (серед них було близько 10 000 українців). Багатьом з цих виселенців на клопотання УЦК дано працю в адміністрації та громадських установах ГГ, у тому числі й кільком православних священиків з Буковини, що почали працювати над українізацією Православної Церкви. У ГГ УЦК вдалося поселити близько 600 родин українських селян на Холмщині, на землях німців, що раніше були вивезені до Німеччини. Коли німці створили 1943 артилерійський полігон на Львівщині і звідти виселили кілька тисяч селянських родин, УЦК, у співпраці з місцевим ОУК, намагався допомогти виселенцям влаштуватися в інших місцевостях.
1943 німці опрацювали план виселення поляків зі Замостейщини і поселення на їх місці частково німців, частково українців. Поляки чинили опір, польські боївки оперували в лісах, а німецька поліція час від часу робила наскоки на ті польські села, які ще не були виселені. Тоді польські селяни втікали в ліси, а українці залишалися на місці — і сотні з них розстріляла німецька поліція як уявних бунтарів. Досить рішучі протести В. Кубійовича у генерал-губернатора й у шефа ґестапо в Берліні генерала Мюллера поклали край безглуздому нищенню українських селян і переселенців.
Опіку над українськими робітниками в Райху УЦК здійснював у співпраці з українськими організаціями в Німеччині. Представництво в Берліні видавало посвідки національної приналежности робітникам з ГГ. УЦК турбувався справою політичних в'язнів, які діставали також харитативну допомогу. У справі опіки над інвалідами УЦК домігся, щоб німці виплачували інвалідські платні українцям з доби визвольних змагань та німецько-польської війни.
На окрему увагу заслуговує у відділі суспільної опіки сектор народного здоров'я, яким відав лікар В. Кархут, згодом Р. Осінчук. У співпраці з Об'єднанням праці медично-санітарних працівників раціонально розміщувано лікарів, засновано кілька амбулаторій і дезинфекторів, проведено вишкільні курси для допоміжного мед. персоналу й відкрито 4 відпочинкові оселі.

### Голокост
16 серпня 1942 року УЦК розмістив в газеті «Львівські вісті» пересторогу: «У зв'язку з акцією переселювання жидів невідповідальні ворожі елементи поширюють чутки, буцімто та акція охоплює й арійців. Уповноважені компетентною владою подаємо до відома, що ці вістки є неправдиві, а за їх поширення грозить гостра кара. Така сама кара стріне кожного, хто буде переховувати жидів або в який-будь інший спосіб буде утруднювати владі переселенчу акцію» (в реальності це була депортація євреїв до таборів смерті).

### Шкільництво
На відтинку шкільництва діяльність УЦК була обмежена, бо школи були державні; УЦК співдіяв з німецькою владою щодо творення нових шкіл і забезпечення їх педагогічними кадрами та опрацювання навчальних програм. Відділ шкільництва УЦК організував курси для некваліфікованих учителів чи для перекваліфікації учителів гімназії на вчителів професійних шкіл, а також організував дошкілля (референт М. Пастернакова й ін.), для чого розроблено виховну програму й організовано через УДК-ОУК курси садівничок, та опіку над бурсами (т. зв. виховні інститути): у 1943—4 діяла 131 бурса з 7 000 учнів. На їх утримання ішли фонди суспільної опіки. Заступником керівника освіти був 3. Зелений, пізніше І. Винар. З відділом шкільництва співпрацювало Українське Учительське Об'єднання праці.
Для допомоги студентам була створена наприкінці 1940 при УЦК Комісія Допомоги Українському Студентству (КоДУС), яка отримувала фонди з суспільної опіки та власних збірок. У 1943 виплачено 730 стипендій (для студентів у Львові й Німеччині) у сумі 1 350 000 злотих. КоДУС субвенціонував студентську харчівню у Львові та Фонд Допомоги укр. ученим. Студентство ГГ у 1940—1944 рр. було організоване в Об'єднання Праці Українських Студентів при УЦК.

### Культура
Відділ культурної праці УЦК опікувався позашкільною освітою. Уже восени 1939 спонтанно відновлено читальні «Просвіти» й Общества ім. Качковського та давно ліквідовані за Польщі «Рідні Хати» на Холмщині й Підляшші. 16—17 березня 1940 відбувся перший культурно-освітній з'їзд у Кракові. Праця покращала, коли у липні влада видала «Перші напрямні для культурної праці» і статути для Українського Освітянського Товариств (УОТ), які дозволили на широку культурно-освітню працю. УОТ були незалежні одне від одного, але підпорядковані відділові культури праці в УЦК і його референтурам в УДК. Число УОТ зросло (березень 1941) до 808 з 46 000 членами. Відділ культурної праці опрацював для УОТ напрямні праці, матеріали до освітньої роботи, видавав місячник (циклостилем) «Досвітні Вогні», спільно з Українським видавництвом допомагав УОТ в придбанні бібліотек, організував 2 курсів для референтів культурної праці при УДК. Референти культурної праці відбували з'їзди голів УОТ, інколи влаштовували для них вишкільні курси.
По звільненні Галичини від большевиків (які ліквідували організації «Просвіта» і «Скала») відновлено «Просвіту» з її філіями і читальнями. У Львові діяв також Інститут Народної Творчості, створений за радянської влади. Після поширення компетенцій УЦК на Галичину збережено форму з радянських часів і поділено Відділ культурної праці на два інститути: Народної Освіти (ІНО; керівник С. Волинець) та Інститут Народної Творчості (ІНТ; керівник о. С. Сапрун), третьою ділянкою був підвідділ для справ мистецтва, врешті жіноча секція.
ІНО мав чимало кваліфікованих працівників (колишньої централі «Просвіти»), його завданням був вишкіл низових співробітників і забезпечення відповідними матеріалами. ІНТ (під назвою підвідділ справ мистецтва) поділявся на майже самостійні три частини: Концертове і Театральне бюра та саме ІНТ, який мав плекати народне мистецтво. Він мав 780 хорових гуртків, організував 10 диригентських курсів тощо. Вдалий був Фестиваль української пісні, пов'язаний з першим крайовим конкурсом місцевих солістів, який відбувся 8 липня 1943 у Львові за участю понад 1200 співаків. При Відділі культурної праці діяли мистецькі об'єднання: Українських Образотворчих Мистців, Українських Письменників, Українських Журналістів, Українських Музик, Українських Акторів, Українських Світливців, Українських Наукових Працівників, які продовжували свою довоєнну працю з цілковитою автономією. Їх надбудовою був центр львівського культурного життя Літературно-Мистецький Клуб.
У межах відділу культурної праці діяла автономна Головна Жіноча Секція, яка продовжувала працю Союзу Українок і недовготривалої Жіночої Служби Україні. 2—3 лютого 1942 відбувся перший з'їзд голів жіночих секцій з усієї ГГ у Львові. Найбільше зусиль вклали жінки в суспільну опіку. Працею жіночих секцій керували М. Білякова і М. Заячківська.
УЦК не мав офіційного друкованого органу, але фактично цю роль виконувала газета «Краківські вісті».

### Наука
УЦК намагався також урухомити наукову діяльність. Ужито заходів для створення в Кракові 1941 Інституту Українознавства, чому перешкодила Велика вітчизняна війна. Замість забороненого у Львові НТШ, заплановано Інститут ім. Шевченка, на що дав згоду генерал губернатор Франк, але заборонив Берлін. Деяка діяльність велася через Об'єднання праці наукових працівників, члени якого одержували допомогу частково від УЦК; дехто працював в «Українському видавництві», а фахівці природничих, технічних і медичних наук як викладачі на т. зв. Державних фахових курсах у Львові. УЦК давав також допомогу українським науковим установам (УВУ) і поодиноким ученим через окремий Науковий фонд (гол. В. Сімович).

### Молодь
Відділ молоді організував курені молоді: фізкультурні й спортивні товариства та клуби (керівником був А. Антонович). Їх поділено на вікові групи — новаків (7 — 14 pp.), юнаків (14 — 18) і молоді (18 — 24). У липні 1941 діяли курені молоді, переважно при УОТ: 52 шкільні курені молоді, 28 куренів юнацтва, спортові товариства (18) і пожежної сторожі (46). Відділ молоді влаштовував для виробників вишкільні курси, інструкторські й виховні табори для різних вікових груп, а також спільні масові виступи-з'їзди, як-от: у 1941 свято в Холмі за участю 1200 організованої молоді. Крім гуртків молоді, створених при УОТ, діяли у 1942—44, коли відділ молоді УЦК мав свій осідок у Львові, виховні спільноти української молоді (ВСУМ), що вели працю на пластових засадах (діячі: Р. Олесницький, К. Паліїв). У 1944 вони нараховували понад 2 500 чл. у 60 групах. Відділ молоді УЦК організував два з'їзди молоді Галичини. У 1943, влаштував ряд вишкільних і відпочинкових таборів. Коли німецька влада 1943 завела обов'язкову т. зв. будівничу службу (Баудінст), УЦК домігся, щоб українська молодь згуртувати в Окрему Українську Службу Батьківщині, освітою й вихованням якої опікувався Відділ молоді (М. Руснак). УЦК також опікувався забраними 1944 без погодження з УЦК до німецької протилітунської служби українськими юнаками (див. Юнацтво протилітунської оборони).

### Господарка
Господарська діяльність УЦК в умовах тотальної війни була незначна. За першого періоду його праці населення спонтанно відновило кооперативи й засновувало нові, але з трудом організовано для них українські повітові надбудови і т. зв. патронат української кооперації, очолений Ю. Павликовським. Весь час кооперація була в диспозиції німців і мусила виконувати покладені на неї обов'язки здачі континґентів. Німцям були підпорядковані «Маслосоюз» та ін. централі кооператив. Господарський відділ скликав з'їзди купців і ремісників та створив відповідні об'єднання праці. Діяла спеціальна Комісія, яка мала на меті дбати про приплив українців до міст і забезпечення їх працею, коли до опустілих по євреях міст наплинули до селяни з найближчих сіл.

## Фінансування УЦК
Свою діяльність УЦК фінансував з різних фондів. Головним джерелом були бюджетові приділи з уряду ГГ, призначені головно на суспільну опіку, але які покривали кошти й адміністрації. Значними надходженнями були збірки серед українського громадянства: чи то у формі одноразовій («коляда» з призначенням на різні, чи на спеціальні цілі, наприклад, для КоДУСу), чи у формі т. зв. нац. податку — добровільного оподаткування громадян на цілі УЦК. Матеріальні засоби для допомоги (харчі, одяг, ліки) прибували також з Міжнародного Червоного Хреста в Женеві, з яким УЦК утримував зв'язки. Заступником керівника фінансового відділу був у Львові В. Пушкар.

## Значення
УЦК проіснував понад п'ять років як єдина українська організована суспільно-громадська сила, що якоюсь мірою дбала за життєві інтереси українського народу, спершу на західних окраїнах, пізніше і в Галичині. Для українців його діяльність мала ще й те значення, що після польського режиму це була нагода повернути національний характер населенню найбільш зачеплених полонізацією мішаних і окраїнних районів.